# YouTube (канал)
YouTube (раніше YouTube Spotlight) — офіційний канал YouTube, який демонструє відео та події. Серед подій, що висвітлюються на каналі, — YouTube Comedy Week та YouTube Music Awards. Він завантажував частину YouTube Rewind щороку з 2010 по 2019 рр. Протягом короткого періоду в кінці 2013 року канал був визнаний найпопулярнішим каналом на платформі Станом на березень 2024 року канал мав 39,8 млн підписників, 3,05 млрд переглядів відео.

## Історія каналу
YouTube-канал зареєстровано 1 лютого 2005 року. 2 листопада 2013 року канал YouTube ненадовго перевершив канал PewDiePie і став каналом з найбільшою кількістю підписок на вебсайті. Канал піднявся на першу позицію завдяки автоматичному підказуванню та попередньому вибору як варіанту підписки під час реєстрації нового користувача на YouTube. Протягом грудня 2013 року канал і PewDiePie боролися за перше місце, але незабаром PewDiePie закріпив його 23 грудня 2013 року.

## Відео

### YouTube Rewind
З 2010 по 2019 рік YouTube публікував щорічне відео YouTube Rewind на своєму каналі YouTube Spotlight; з 2012 по 2018 рік всі відео YouTube Rewind перевищили 100 мільйонів переглядів, а відео YouTube Rewind:. The Ultimate 2016 Challenge мав понад 200 мільйонів переглядів. Однак, YouTube Rewind 2010: Year in Review та YouTube Rewind 2011 мали менш як 10 мільйонів переглядів кожен; The Ultimate 2016 Challenge досягнув 100 мільйонів переглядів лише за 3,2 дні. Це стало найшвидшим відео на YouTube. Це також було немузичне відео з понад 3,4 мільйонами вподобань і посідає восьме місце за всю історію. 14 грудня 2016 року, невдовзі після виходу «The Ultimate 2016 Challenge», загальна кількість переглядів відео на каналі Youtube Spotlight перевищила один мільярд. 12 грудня 2018 року, приблизно через шість днів і десять годин після завантаження, «YouTube Rewind 2018: Everyone Controls Rewind» обігнав «Baby» Джастіна Бібера і став найненависнішим відео в історії YouTube. Незабаром після цього відео стало першим відео на YouTube, яке набрало 10 мільйонів вподобань за шість днів і 12 годин. за шість днів і 12 годин. Наразі Rewind має 20 мільйонів вподобань likes.YouTube Rewind 2019: For the Record також швидко набрав помітну кількість негативних вподобань 3,9 мільйона дизлайків протягом 24 годин після публікації 5 грудня 2019 року. за перші 24 години після публікації 5 грудня 2019 року. Наразі це третє найбільш нелюбиме відео на YouTube, з понад 9,6 мільйонами дизлайків за перші 24 години після публікації 5 грудня 2019 року.

### Нація YouTube
У січні 2014 року YouTube Nation було запущено на його каналі як спільний проєкт між YouTube і DreamWorks Animation. DreamWorks Animation наглядав за виробництвом, тоді як YouTube керував продажами та маркетингом серіалу. Серія новин, яка збирає інформацію з каналу Spotlight. YouTube також рекламує серіал через свій канал Spotlight. На початку своєї історії серіал використовував запрошених ведучих Грейс Хелбіг, Ганну Гарт і Мамрі Харт (не родичів), щоб сприяти розвитку серіалу та його аудиторії.

### Добридень 2021!
1. ↑  YouTube YouTube Stats, Channel Statistics. Social Blade. Архів оригіналу за 29 грудня 2013. Процитовано 16 березня 2019.
2. ↑  YouTube - YouTube. YouTube. Архів оригіналу за 18 липня 2011.
3. ↑  Cohen, Joshua (4 листопада 2013). YouTube Is Now The Most Subscribed Channel On YouTube. Tubefilter. Архів оригіналу за 6 квітня 2019. Процитовано 20 вересня 2013.
4. ↑  DreamWorks Animation Confirms Daily YouTube Show 'YouTube Nation'. Deadline Hollywood. 13 січня 2014. Архів оригіналу за 12 квітня 2015. Процитовано 20 вересня 2014.
5. ↑  Wallenstein, Andrew (13 січня 2014). New Series 'YouTube Nation' Launches Tuesday on YouTube via DreamWorks Animation. Variety. Архів оригіналу за 4 вересня 2019. Процитовано 6 квітня 2015.
6. ↑  Gutelle, Sam (9 січня 2014). YouTube And Dreamworks To Launch Daily Video News Show. Tubefilter. Архів оригіналу за 16 червня 2019. Процитовано 20 вересня 2014.
7. ↑  Gutelle, Sam (11 лютого 2014). Grace Helbig, Hannah Hart, And Mamrie Hart Take Over 'YouTube Nation'. Tubefilter. Архів оригіналу за 18 травня 2014. Процитовано 20 вересня 2014.

10 грудня 2020 року YouTube оголосив, що Fremantle створить Hello 2021 — серію з п'яти локалізованих спеціальних новорічних відео, які відзначатимуть відомі відео року, а також будуть присутні інші гості та виступи. Будуть окремі спеціальні пропозиції для Японії, Південної Кореї, Індії, Великобританії та Америки.

### Один трильйон переглядівMinecraftна YouTube і зростає
У грудні 2021 року було опубліковано «Один трильйон переглядів Minecraft на YouTube і продовжує зростати», щоб відзначити трильйон переглядів відео, пов'язаних із Minecraft. Відео є 3D-анімацією на основі Minecraft, і станом на 2022 рік його переглянули 10 мільйонів разів. У ролику знялися Dream і MrBeast. Японські ютуберки Maizen Sisters з'явилися в Азії.

## Події

### Тематичні заходи тижня
У травні 2013 року канал Spotlight використовувався для трансляції події Comedy Week, створеної ChannelFlip. Під час заходу YouTube використовував свою домашню сторінку, щоб виділити комедійні відео, створені спеціально для заходу. Станом на вересень 2014 року відео 2-годинної стартової події переглянули 1,06 мільйона Подія була зустрінута неоднозначно критично, з особливою сумішшю нових і традиційних медіаперсон, а також технічні труднощі, які були спеціально розглянуті. Ця подія була першою у своєму роді, яку транслював YouTube. Незважаючи на те, що він рекламувався як перша щорічна подія Comedy Week, не було жодних оголошень щодо наступної події Comedy Week.
4 серпня 2013 року YouTube запустив «Geek Week», який започаткували Фредді Вонг у Сполучених Штатах і TomSka у Великобританії. Тиждень складався з тематичних днів, серед яких Blockbuster Sunday, Global Geekery Monday, Brainiac Tuesday, Super Wednesday, Gaming Thursday і Fan Friday. Подія була запущена спільно з Nerdist у США та ChannelFlip у Великобританії.

### #ПишаюсяКоханням
Під час Місяця прайду ЛГБТ у 2013 році цей канал використовувався, щоб висвітлити інформацію та відео про ЛГБТ та інформацію, пов'язану з прайдом ЛГБТ. Google, якій належить YouTube, документально підтверджено як «великий прихильник прав геїв». До події була додана стаття в офіційному блозі YouTube.

### YouTube Music Awards
У листопаді 2013 року YouTube запустив свою першу презентацію YT Music Awards. Оголошуючи номінації минулого місяця, церемонія нагородження мала на меті залучити трафік через формат голосування в соціальних мережах. Подія транслювалася на каналі Spotlight і станом на вересень 2014 року набрала понад 4,5 мільйона переглядів Технічні труднощі заходу та безліч номінацій для основних виконавців, а не виконавців YouTube, були в центрі загального неоднозначного сприйняття критиками.